# Glauco Moro
Glauco Moro (Codroipo, 14 luglio 1937 – Pordenone, 21 marzo 2017) è stato un politico italiano.

## Biografia
Laureato in giurisprudenza all'Università di Padova e iscritto all'Ordine degli avvocati dall'11 marzo 1963, esercitò la professione di avvocato cassazionista e fu il titolare di uno studio legale associato fondato a Pordenone in piazza XX Settembre. Esponente della Democrazia Cristiana, consigliere e assessore della Provincia di Udine, fu il primo presidente della Camera di commercio di Pordenone dalla sua istituzione nel 1968 fino al 1975.
Dal 1975 al 1979 fu sindaco di Pordenone nel difficile periodo del terremoto del Friuli, impegnandosi nella successiva ricostruzione della città.
Sposato con Severina Del Zotto (?-2005), ebbe due figli, Paolo, avvocato e docente universitario a Padova, e Luca.